# Commission de la seconde économie
 (avril 2020).
La Commission de la seconde économie est une entité chargée de définir les objectifs et la production des activités relatives à la Défense en Corée du Nord.
Cela regroupe la production d’équipement militaire, du commerce de matériel militaire ainsi que de l’approvisionnement en nourriture des soldats.
Elle contrôle l’Académie de Défense, et le réseau ferroviaire.
Cette commission constitue de sommet du complexe militaro-industriel de la Corée du Nord (130 entreprises d’armement, dont 40 affectés à la production de matériel de guerre spécifique, les autres ayant une activité de réparation, de production de pièces détachées).
La seconde économie était l’unique secteur en expansion dans la décennie de 1980.

## Historique
Cette commission a été mise en place vers la fin de la décennie 1960, dans un contexte d’essor de l’industrie de Défense.
Elle est sous la responsabilité du Comité Central de sa création jusqu’à 1993, à partir de cette date elle est sous la responsabilité de la Commission de Défense nationale.

## Organisation
La commission à un budget et des circuits de financement autonome. Elle dispose aussi d’allocations prioritaires.
La commission est organisée en 8 départements :
- Armes légères
- Munitions et équipement
- Chars et véhicules blindés
- Artillerie
- Rockets et missiles
- Armes nucléaires et chimiques
- Marine
- Aviation et télécommunications
- Affaires extérieurs